# همشهری (مجموعه تلویزیونی)
همشهری یک مجموعه تلویزیونی محصول سال ۱۳۶۱ به کارگردانی جهانگیر الماسی ،  سیاوش طهمورث ؛ کارگردان تلویزیونی حسین فردرو ، مسعود فروتن، نویسندگی جهانگیر الماسی  می‌باشد که از شبکه پخش شد.

## بازیگران
- مجید مظفری
- داریوش مؤدبیان
- سیاوش طهمورث
- صادق هاتفی
- علیرضا مجلل
- فردوس کاویانی
- فرزانه کابلی